# Montrieux-en-Sologne
Pour les articles homonymes, voir Montrieux.
Montrieux-en-Sologne est une commune française située dans le département de Loir-et-Cher, en région Centre-Val de Loire.
Localisée au centre-est du département, la commune fait partie de la petite région agricole « la Grande Sologne », vaste étendue de bois, d'étangs et de prés aux récoltes médiocres. Elle est drainée par le Beuvron, le Néant, le Balletan (8,898 km) et par divers petits cours d'eau.
L'occupation des sols est marquée par l'importance des espaces agricoles et naturels qui occupent la quasi-totalité du territoire communal. Plusieurs espaces naturels d'intérêt sont présents dans la commune : un espace protégé, deux sites Natura 2000, une zone naturelle d'intérêt écologique, faunistique et floristique (ZNIEFF) et un espace naturel sensible.
En 2010, l'orientation technico-économique de l'agriculture dans la commune est la culture des céréales et des oléoprotéagineux. À l'instar du département qui a vu disparaître le quart de ses exploitations en dix ans, le nombre d'exploitations agricoles a fortement diminué depuis le début du siècle, passant de 8 en 1988, à 24 en 2000, puis à 17 en 2010.

## Géographie

### Localisation et communes limitrophes
La commune de Montrieux-en-Sologne se trouve au centre-est du département de Loir-et-Cher, dans la petite région agricole de la Grande Sologne,. À vol d'oiseau, elle se situe à 30,2 km de Blois, préfecture du département, à 21,6 km de Romorantin-Lanthenay, sous-préfecture, et à 16,8 km de Chambord, chef-lieu du canton de Chambord dont dépend la commune depuis 2015. La commune fait en outre partie du bassin de vie de Lamotte-Beuvron.
Les communes les plus proches sont : La Marolle-en-Sologne (5,2 km), Neung-sur-Beuvron (6,4 km), Dhuizon (6,4 km), Vernou-en-Sologne (7 km), Villeny (8 km), Bauzy (9,2 km), Neuvy (9,2 km), La Ferté-Beauharnais (9,3 km)  et Courmemin (11,7 km).

### Paysages et relief
Dans le cadre de la Convention européenne du paysage, adoptée le 20 octobre 2000 et entrée en vigueur en France le 1er juillet 2006, un atlas des paysages de Loir-et-Cher a été élaboré en 2010 par le CAUE de Loir-et-Cher, en collaboration avec la DIREN Centre (devenue DREAL en 2011), partenaire financier. Les paysages du département s'organisent ainsi en huit grands ensembles et 25 unités de paysage,. La commune fait partie de l'unité de paysage de « la Grande Sologne », dans la Sologne.
À l'échelle régionale, le très important taux de boisement de la Sologne en fait une sorte de gigantesque île de verdure au cœur d'un océan de cultures, entre Beauce et Champagne Berrichonne. La Grande Sologne, localisée au sud-est, entre les vallées de la Loire et du Cher, occupe à elle seule un tiers environ du Loir-et-Cher. Elle déborde ses limites en s'étendant sur le Loiret et le Cher, rejoignant la Forêt d'Orléans au nord-est et couvrant la plus grande partie du coude de la Loire jusqu'aux portes de Bourges, au sud.
L'altitude du territoire communal varie de 80 mètres à 118 mètres,.

### Hydrographie

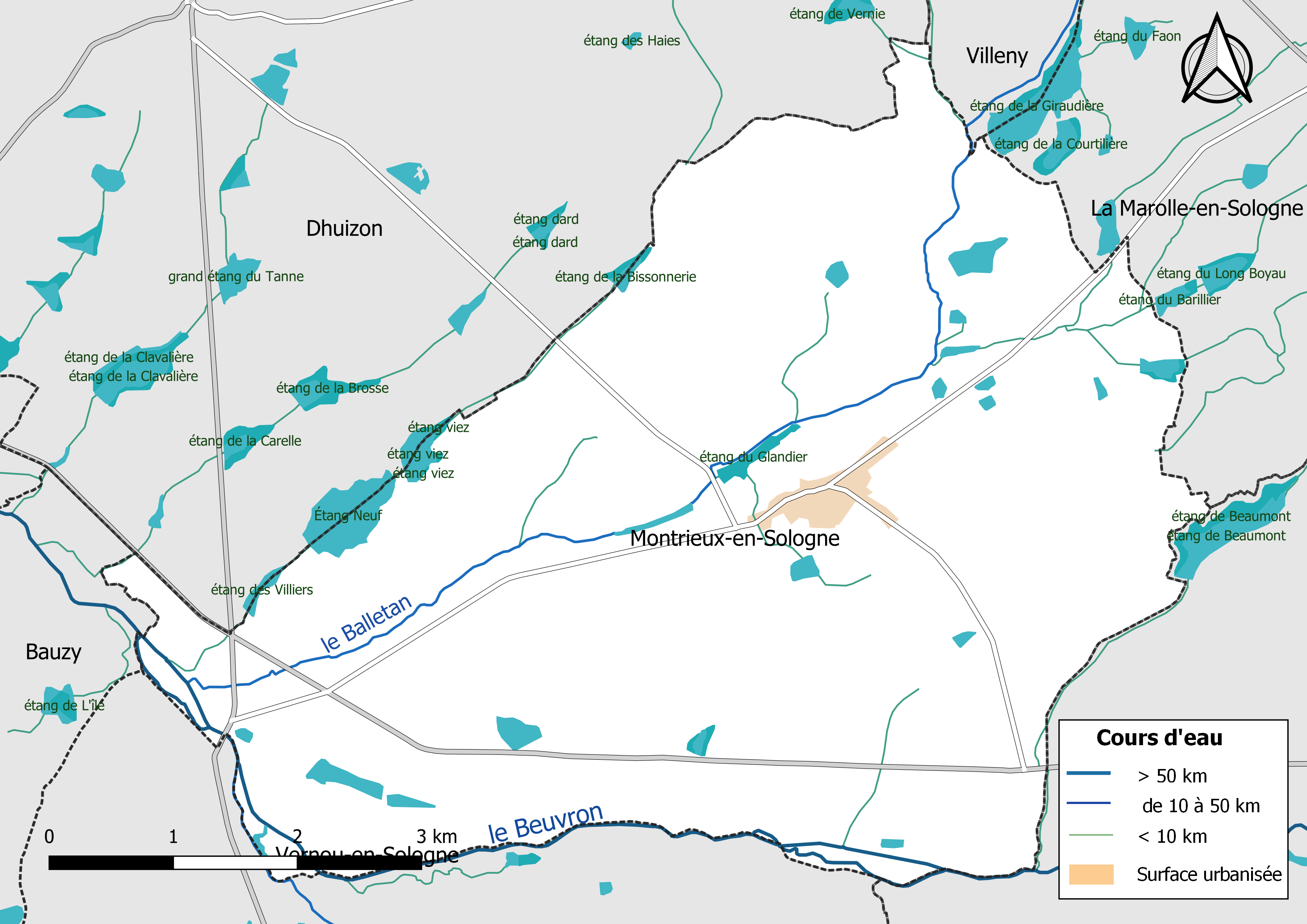
Réseau hydrographique de Montrieux-en-Sologne.

La commune est drainée par le Beuvron (3,968 km), le Néant (0,823 km) le Balletan (8,898 km) et par divers petits cours d'eau, constituant un réseau hydrographique de 30,71 km de longueur totale.
Le Beuvron, d'une longueur totale de 115,2 km, prend sa source dans la commune de Coullons, dans le Loiret et se jette  dans la Loire à Candé-sur-Beuvron, après avoir traversé 29 communes.
Le Néant traverse la commune d'est en ouest. D'une longueur totale de 40,7 km, il prend sa source dans la commune de Pierrefitte-sur-Sauldre (Loir-et-Cher) et se jette  dans le Beuvron à Montrieux-en-Sologne (Loir-et-Cher), après avoir traversé 6 communes.
Sur le plan piscicole, ces cours d'eau sont classés en deuxième catégorie, où le peuplement piscicole dominant est constitué de poissons blancs (cyprinidés) et de carnassiers (brochet, sandre et perche).

### Climat
Pour des articles plus généraux, voir Climat du Centre-Val de Loire et Climat de Loir-et-Cher.
En 2010, le climat de la commune est de type climat océanique dégradé des plaines du Centre et du Nord, selon une étude du CNRS s'appuyant sur une série de données couvrant la période 1971-2000. En 2020, Météo-France publie une typologie des climats de la France métropolitaine dans laquelle la commune est exposée à un climat océanique altéré et est dans la région climatique Moyenne vallée de la Loire, caractérisée par une bonne insolation (1 850 h/an) et un été peu pluvieux.
Pour la période 1971-2000, la température annuelle moyenne est de 11,3 °C, avec une amplitude thermique annuelle de 15,2 °C. Le cumul annuel moyen de précipitations est de 675 mm, avec 10,5 jours de précipitations en janvier et 6,8 jours en juillet. Pour la période 1991-2020, la température moyenne annuelle observée sur la station météorologique installée dans la commune est de 12,0 °C et le cumul annuel moyen de précipitations est de 672,2 mm,. Pour l'avenir, les paramètres climatiques de la commune estimés pour 2050 selon différents scénarios d'émission de gaz à effet de serre sont consultables sur un site dédié publié par Météo-France en novembre 2022.
| Mois                                  | jan.           | fév.           | mars          | avril         | mai           | juin         | jui.          | août          | sep.          | oct.          | nov.          | déc.           | année      |
| ------------------------------------- | -------------- | -------------- | ------------- | ------------- | ------------- | ------------ | ------------- | ------------- | ------------- | ------------- | ------------- | -------------- | ---------- |
| Température minimale moyenne (°C)     | 1,5            | 1              | 2,8           | 4,8           | 8,6           | 12           | 13,5          | 12,4          | 9,3           | 7,4           | 4,5           | 1,8            | 6,6        |
| Température moyenne (°C)              | 4,7            | 5,3            | 8,1           | 11,3          | 14,6          | 18,1         | 20,3          | 19,3          | 16,1          | 12,6          | 8,3           | 5,2            | 12         |
| Température maximale moyenne (°C)     | 7,9            | 9,6            | 13,5          | 17,9          | 20,6          | 24,2         | 27,2          | 26,2          | 22,9          | 17,7          | 12,1          | 8,5            | 17,4       |
| Record de froid (°C) date du record   | −14,2 07.01.09 | −16,1 09.02.12 | −6,5 06.03.10 | −5,5 04.04.22 | −2,1 06.05.19 | 2,3 12.06.11 | 5 22.07.08    | 3 26.08.18    | −0,7 20.09.12 | −4,5 21.10.10 | −7,2 17.11.07 | −10,4 20.12.07 | −16,1 2012 |
| Record de chaleur (°C) date du record | 16,3 01.01.23  | 23,6 27.02.19  | 26,4 31.03.21 | 29,7 20.04.18 | 32,5 28.05.17 | 39 29.06.19  | 42,3 25.07.19 | 38,8 07.08.20 | 35,8 09.09.23 | 31,7 02.10.23 | 23,3 07.11.15 | 18,1 17.12.15  | 42,3 2019  |
| Précipitations (mm)                   | 51,9           | 46,8           | 50,6          | 50,4          | 67,8          | 55,5         | 59,6          | 46            | 41,9          | 66,3          | 64,3          | 71,1           | 672,2      |

### Milieux naturels et biodiversité

#### Espaces protégés
La protection réglementaire est le mode d'intervention le plus fort pour préserver des espaces naturels remarquables et leur biodiversité associée.Un espace protégé est présent dans la commune : « l'Étang de Beaumont », un terrain acquis par le Conservatoire d'espaces naturels Centre-Val de Loire. Il présente une superficie de 36,19 ha.

#### Sites Natura 2000
Le réseau Natura 2000 est un réseau écologique européen de sites naturels d'intérêt écologique élaboré à partir des Directives « Habitats » et « Oiseaux ». Ce réseau est constitué de Zones spéciales de conservation (ZSC) et de Zones de protection spéciale (ZPS). Dans les zones de ce réseau, les États membres s'engagent à maintenir dans un état de conservation favorable les types d'habitats et d'espèces concernés, par le biais de mesures réglementaires, administratives ou contractuelles. L'objectif est de promouvoir une gestion adaptée des habitats tout en tenant compte des exigences économiques, sociales et culturelles, ainsi que des particularités régionales et locales de chaque État membre. Les activités humaines ne sont pas interdites, dès lors que celles-ci ne remettent pas en cause significativement l'état de conservation favorable des habitats et des espèces concernés. Des parties du territoire communal sont incluses dans les sites Natura 2000 suivants : 
- une ZSC, la « Sologne », d'une superficie de 346 184 ha[27]
- une ZPS, les « Étangs de Sologne », d'une superficie de 29 624 ha[28].

#### Zones naturelles d'intérêt écologique, faunistique et floristique
L'inventaire des zones naturelles d'intérêt écologique, faunistique et floristique (ZNIEFF) a pour objectif de réaliser une couverture des zones les plus intéressantes sur le plan écologique, essentiellement dans la perspective d'améliorer la connaissance du patrimoine naturel national et de fournir aux différents décideurs un outil d'aide à la prise en compte de l'environnement dans l'aménagement du territoire. Le territoire communal de Montrieux-en-Sologne comprend une ZNIEFF : 
l'« Étang de Beaumont » (44,07 ha).

#### Espaces naturels et sensibles
Dans le cadre de sa politique environnementale, le Conseil départemental labellise certains sites au patrimoine naturel remarquable, les « espaces naturels sensibles », dans le but de les préserver, les faire connaître et les valoriser. Vingt-six sites sont ainsi identifiés dans le département dont un situé sur le territoire communal : l'« Étang de Beaumont », présentant un intérêt ornithologique et pour son paysage.

Cartes des Znieff et zones Natura 2000.
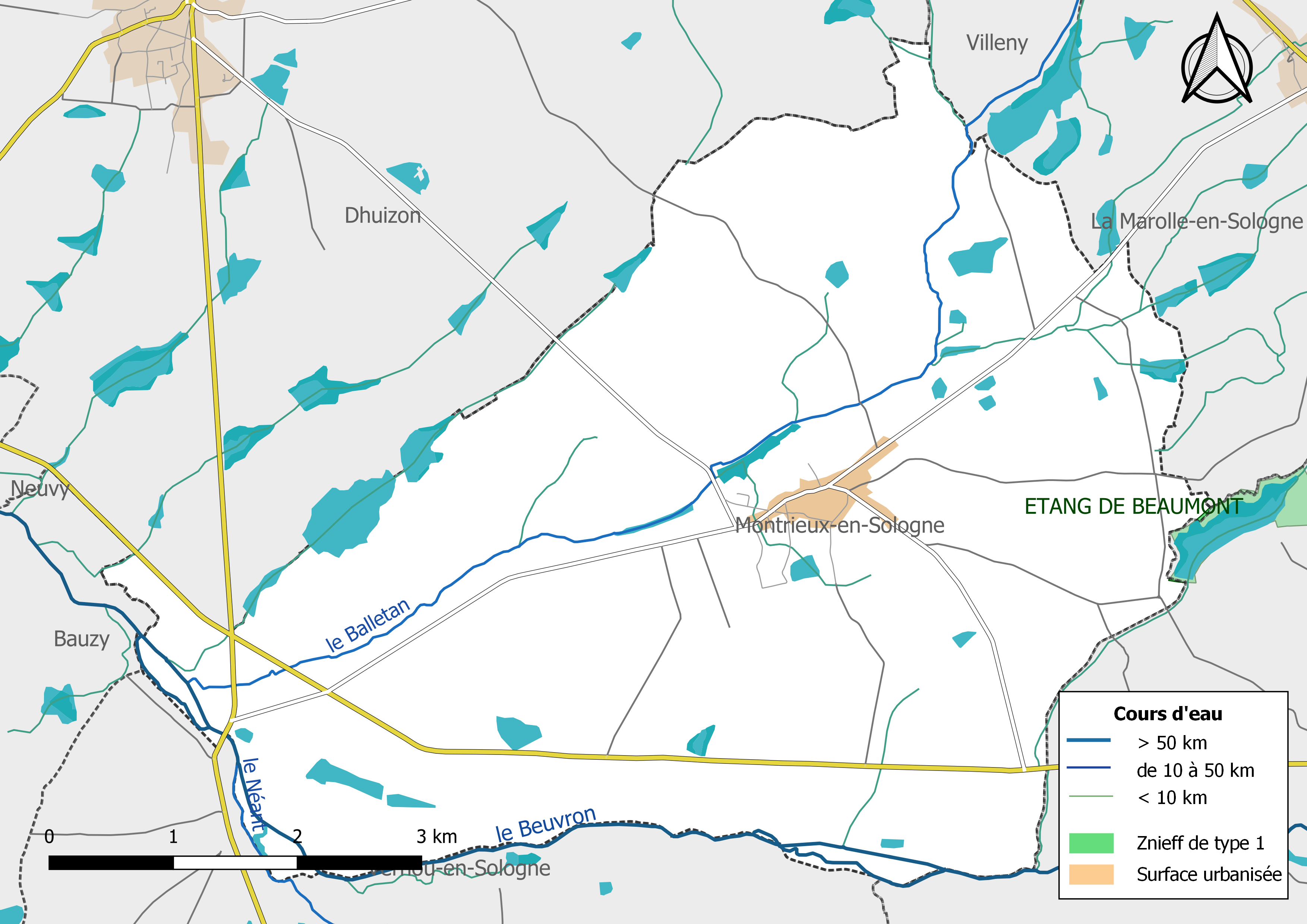
Carte des ZNIEFF de type 1 localisées dans la commune[Note 2].
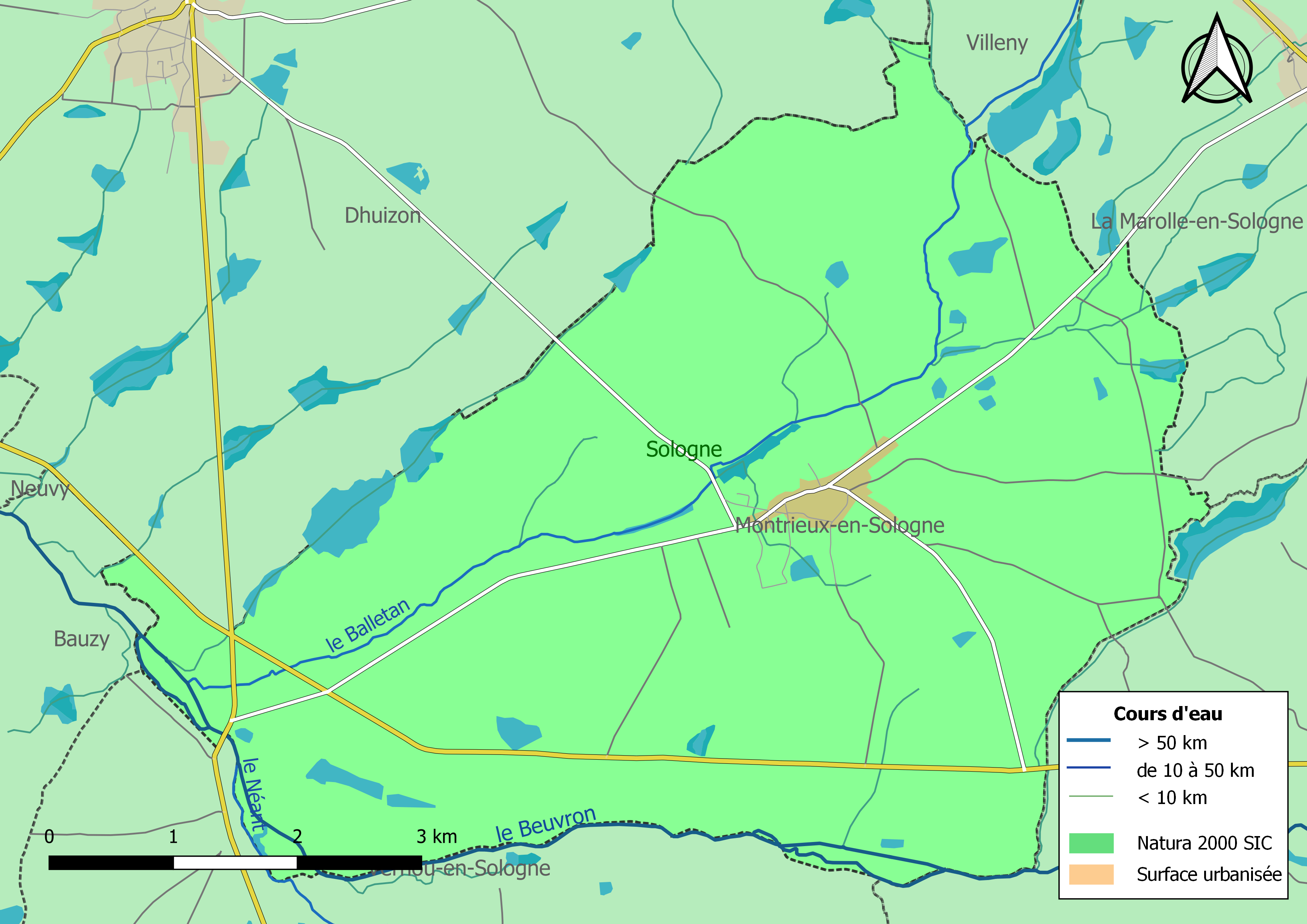
Carte de la zone Natura 2000 de type SIC localisée dans la commune.
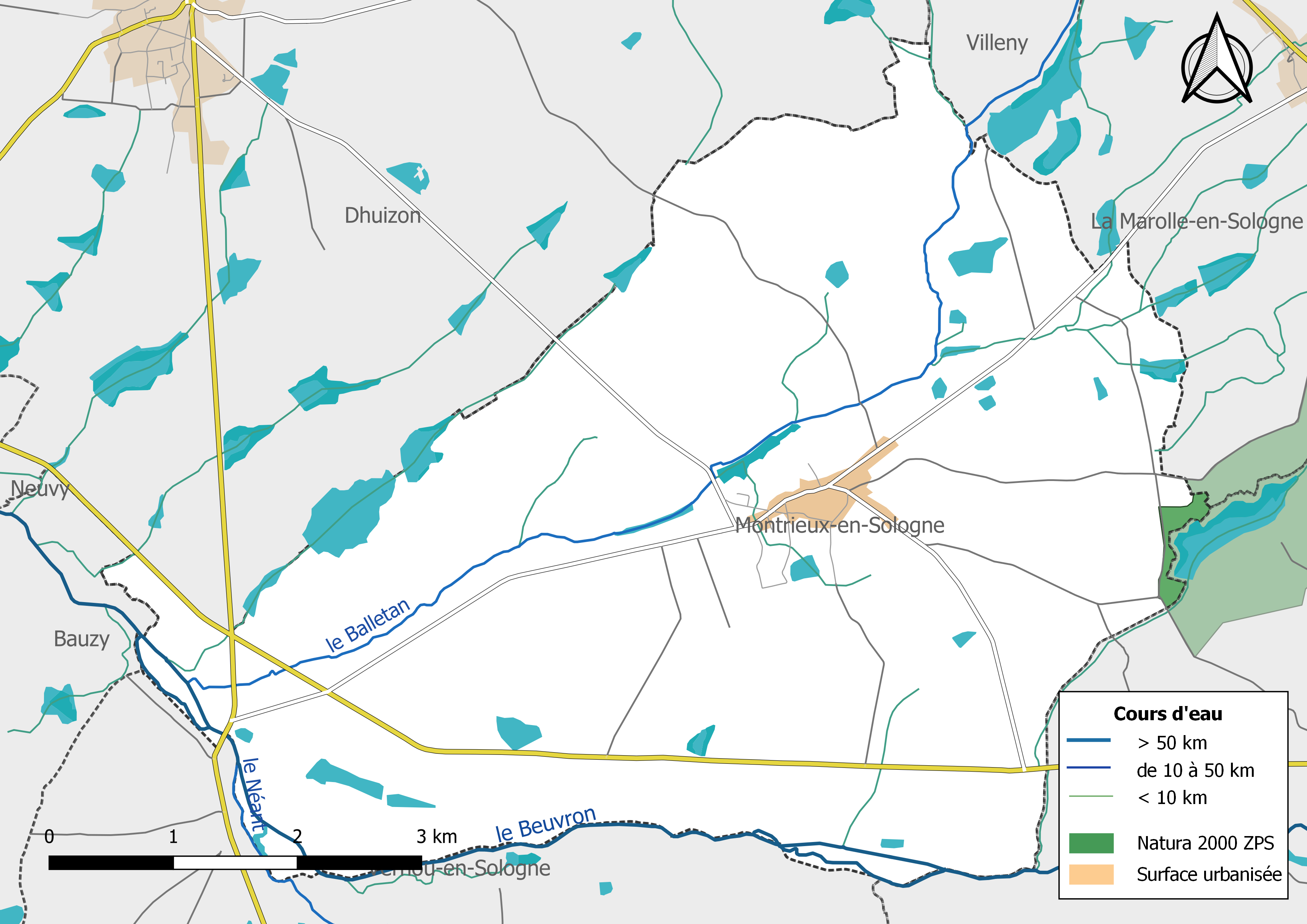
Carte de la zone Natura 2000 de type ZPS localisée dans la commune.

## Urbanisme

### Typologie
Au 1er janvier 2024, Montrieux-en-Sologne est catégorisée commune rurale à habitat dispersé, selon la nouvelle grille communale de densité à sept niveaux définie par l'Insee en 2022.
Elle est située hors unité urbaine et hors attraction des villes,.

### Occupation des sols
L'occupation des sols est marquée par l'importance des espaces agricoles et naturels (99 %). La répartition détaillée ressortant de la base de données européenne d'occupation biophysique des sols Corine Land Cover millésimée 2012 est la suivante : 
terres arables (37,8 %), zones agricoles hétérogènes (24,9 %), prairies (1,5 %), forêts (34 %), zones urbanisées (1 %), eaux continentales (0,9 %).

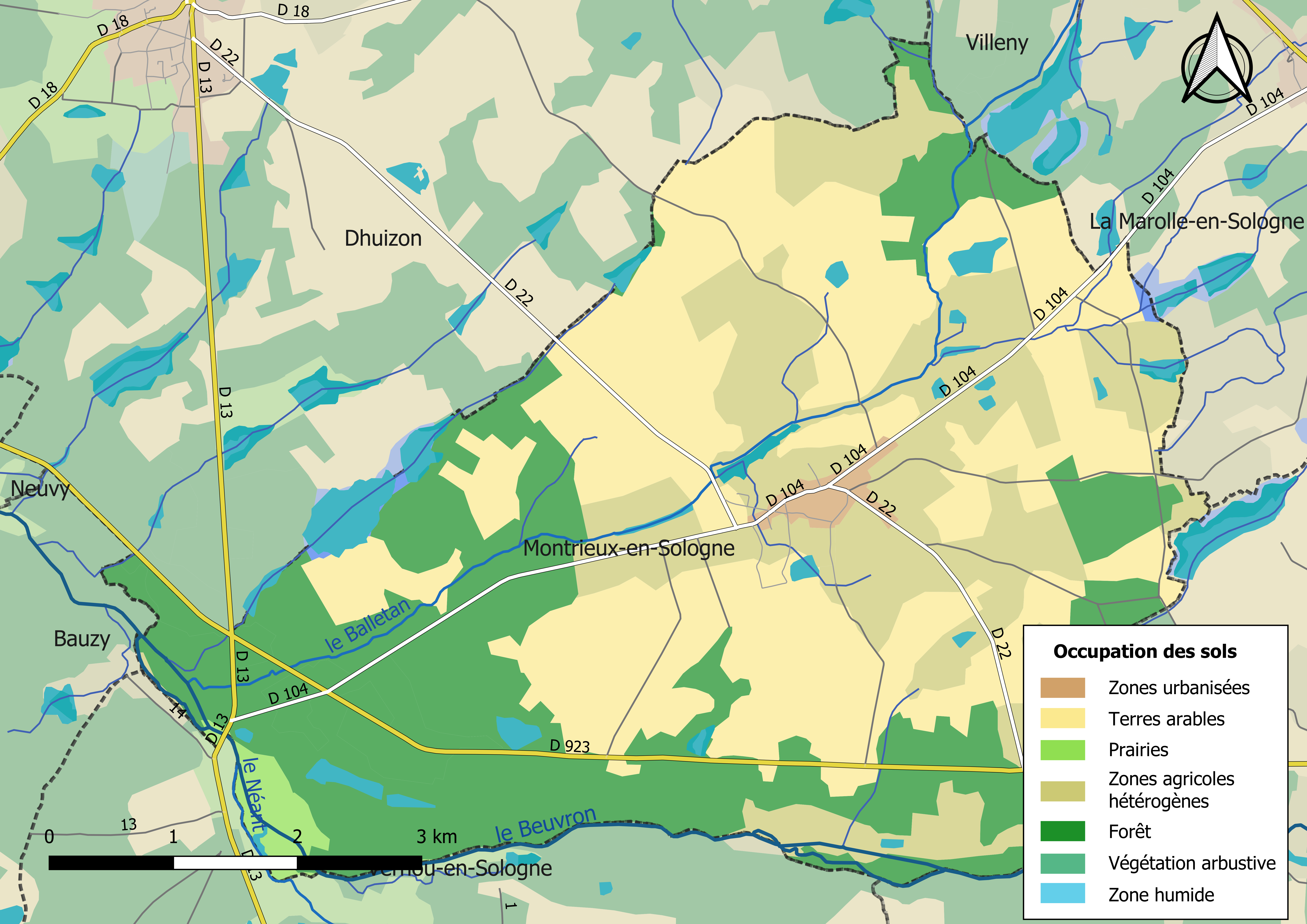
Carte des infrastructures et de l'occupation des sols de la commune en 2018 (CLC).

### Planification
La loi SRU du 13 décembre 2000 a incité fortement les communes à se regrouper au sein d'un établissement public, pour déterminer les partis d'aménagement de l'espace au sein d'un SCoT, un document essentiel d'orientation stratégique des politiques publiques à une grande échelle. La commune est dans le territoire du  SCoT de Grande Sologne, prescrit en juillet 2015.
En matière de planification, la commune disposait en 2017 d'une carte communale approuvée, un plan local d'urbanisme était en élaboration.

### Habitat et logement
Le tableau ci-dessous présente la typologie des logements à Montrieux-en-Sologne en 2016 en comparaison avec celle du Loir-et-Cher et de la France entière. Une caractéristique marquante du parc de logements est ainsi une proportion de résidences secondaires et logements occasionnels (14,1 %) inférieure à celle du département (18 %) mais supérieure à celle de la France entière (9,6 %). Concernant le statut d'occupation de ces logements, 68,7 % des habitants de la commune sont propriétaires de leur logement (70,6 % en 2011), contre 68,1 % pour le Loir-et-Cher et 57,6 pour la France entière.
| Typologie du logement (en %)                     | Montrieux-en-Sologne | Loir-et-Cher | France entière |
| ------------------------------------------------ | -------------------- | ------------ | -------------- |
| Résidences principales                           | 75,6                 | 74,5         | 82,3           |
| Résidences secondaires et logements occasionnels | 14,1                 | 18           | 9,6            |
| Logements vacants                                | 10,2                 | 7,5          | 8,1            |

### Risques majeurs
Le territoire communal de Montrieux-en-Sologne est vulnérable à différents aléas naturels : inondations (par débordement du Beuvron), climatiques (hiver exceptionnel ou canicule), feux de forêts, mouvements de terrains ou sismique (sismicité très faible). 
Il est également exposé à un risque technologique : le risque nucléaire,.

#### Risques naturels

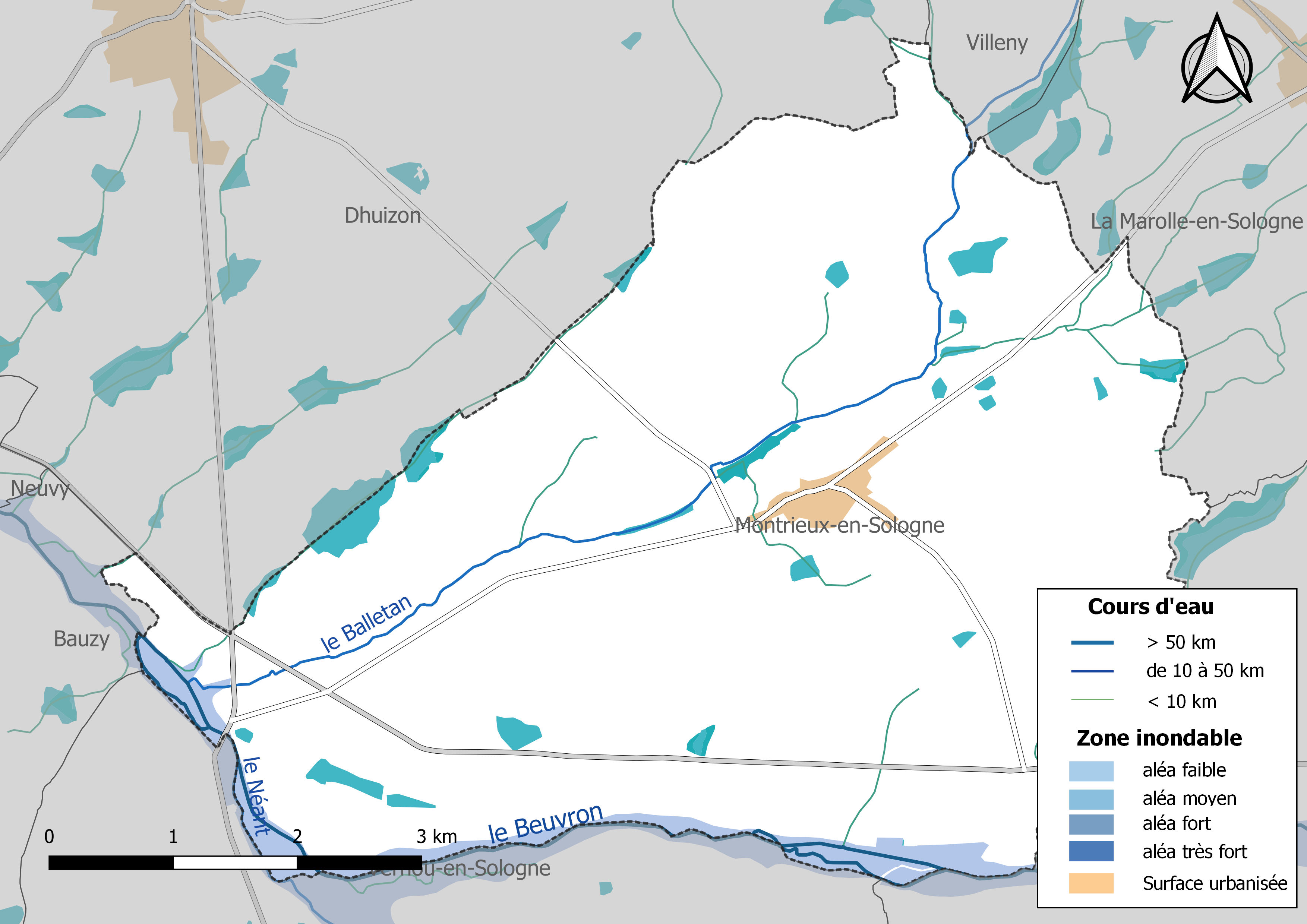
Zones inondables de la commune de Montrieux-en-Sologne.

Les mouvements de terrains susceptibles de se produire dans la commune sont liés au retrait-gonflement des argiles. Le phénomène de retrait-gonflement des argiles est la conséquence d'un changement d'humidité des sols argileux. Les argiles sont capables de fixer l'eau disponible mais aussi de la perdre en se rétractant en cas de sécheresse. Ce phénomène peut provoquer des dégâts très importants sur les constructions (fissures, déformations des ouvertures) pouvant rendre inhabitables certains locaux. La carte de zonage de cet aléa peut être consultée sur le site de l'observatoire national des risques naturels Géorisques.
Un atlas des zones inondables du Beuvron est établi en décembre 2003. Les crues historiques du Beuvron sont celles de 1856, de 1910 et de 1936-1937. Le débit de la crue de référence varie ainsi entre 60 et 160 m3/s selon les sections.

#### Risques technologiques
Une partie du territoire de la commune peut être concernée par le risque nucléaire (les hameaux la Traille des champs, la Dalonnière, les Pommeries, la Boulaie, la Maison neuve, le Ménage, le Chalet du Moulin) . En cas d'accident grave, certaines installations nucléaires sont susceptibles de rejeter dans l'atmosphère de l'iode radioactif. Or la commune se situe partiellement à l'intérieur du périmètre de 20 km du Plan particulier d'intervention de la centrale nucléaire de Saint-Laurent-des-Eaux. À ce titre les habitants de la commune, comme tous ceux résidant dans le périmètre proche de 20 km de la centrale ont bénéficié, à titre préventif, d'une distribution de comprimés d'iode stable dont l'ingestion avant rejet radioactif permet de pallier les effets sur la thyroïde d'une exposition à de l'iode radioactif. En cas d'incident ou d'accident nucléaire, des consignes de confinement ou d'évacuation peuvent être données et les habitants peuvent être amenés à ingérer, sur ordre du préfet, les comprimés en leur possession,.

## Histoire

### Révolution française et Empire

#### Nouvelle organisation territoriale
Le décret de l'Assemblée nationale du 12 novembre 1789 décrète qu'« il y aura une municipalité dans chaque ville, bourg, paroisse ou communauté de campagne », mais ce n'est qu'avec le décret de la Convention nationale du 10 brumaire an II (31 octobre 1793) que la paroisse de Montrieux-en-Sologne devient formellement « commune de Montrieux-en-Sologne »,.
En 1790, dans le cadre de la création des départements, la municipalité est rattachée au canton de Chaumont et au district de Romorantin. Les cantons sont supprimés, en tant que découpage administratif, par une loi du 26 juin 1793, et ne conservent qu'un rôle électoral, permettant l'élection des électeurs du second degré chargés de désigner les députés,. La Constitution du 5 fructidor an III, appliquée à partir de vendémiaire an IV (1795) supprime les districts, considérés comme des rouages administratifs liés à la Terreur, mais maintient les cantons qui acquièrent dès lors plus d'importance en retrouvant une fonction administrative. Enfin, sous le Consulat, un redécoupage territorial visant à réduire le nombre de justices de paix ramène le nombre de cantons en Loir-et-Cher de 33 à 24. Montrieux-en-Sologne est alors rattachée au canton de Neung-sur-Beuvron et à l'arrondissement de Blois par arrêté du 5 vendémiaire an X (26 septembre 1801),,. Cette organisation va rester inchangée pendant près de 150 ans.

### Époque contemporaine
Le village prend successivement le nom de Monstellerum, Monstirio (fin du XVe siècle), La Motte de Montrieux (fin du XVIe siècle), Montrieux en Gault (XVIIIe siècle) avant son nom actuel. L'église date du XIVe siècle et son château de la première moitié du XVe siècle.

## Politique et administration

### Découpage territorial
La commune de Montrieux-en-Sologne est membre de la communauté de communes de la Sologne des étangs, un établissement public de coopération intercommunale (EPCI) à fiscalité propre créé le 1er janvier 2001.
Elle est rattachée sur le plan administratif à l'arrondissement de Romorantin-Lanthenay, au département de Loir-et-Cher et à la région Centre-Val de Loire, en tant que circonscriptions administratives. Sur le plan électoral, elle est rattachée au canton de Chambord depuis 2015 pour l'élection des conseillers départementaux et à la Deuxième circonscription de Loir-et-Cher pour les élections législatives.

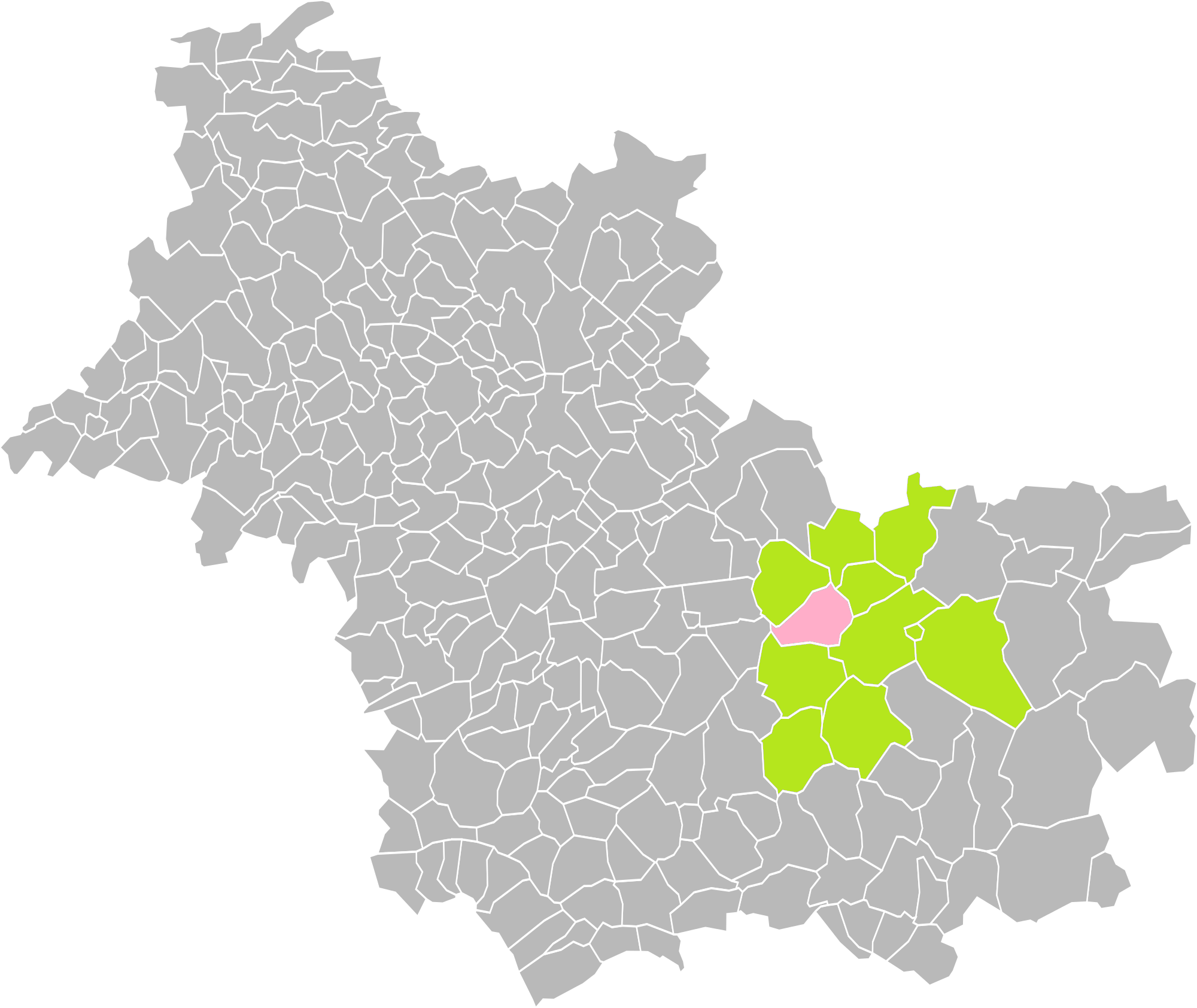
Montrieux-en-Sologne dans l'intercommunalité en 2016.
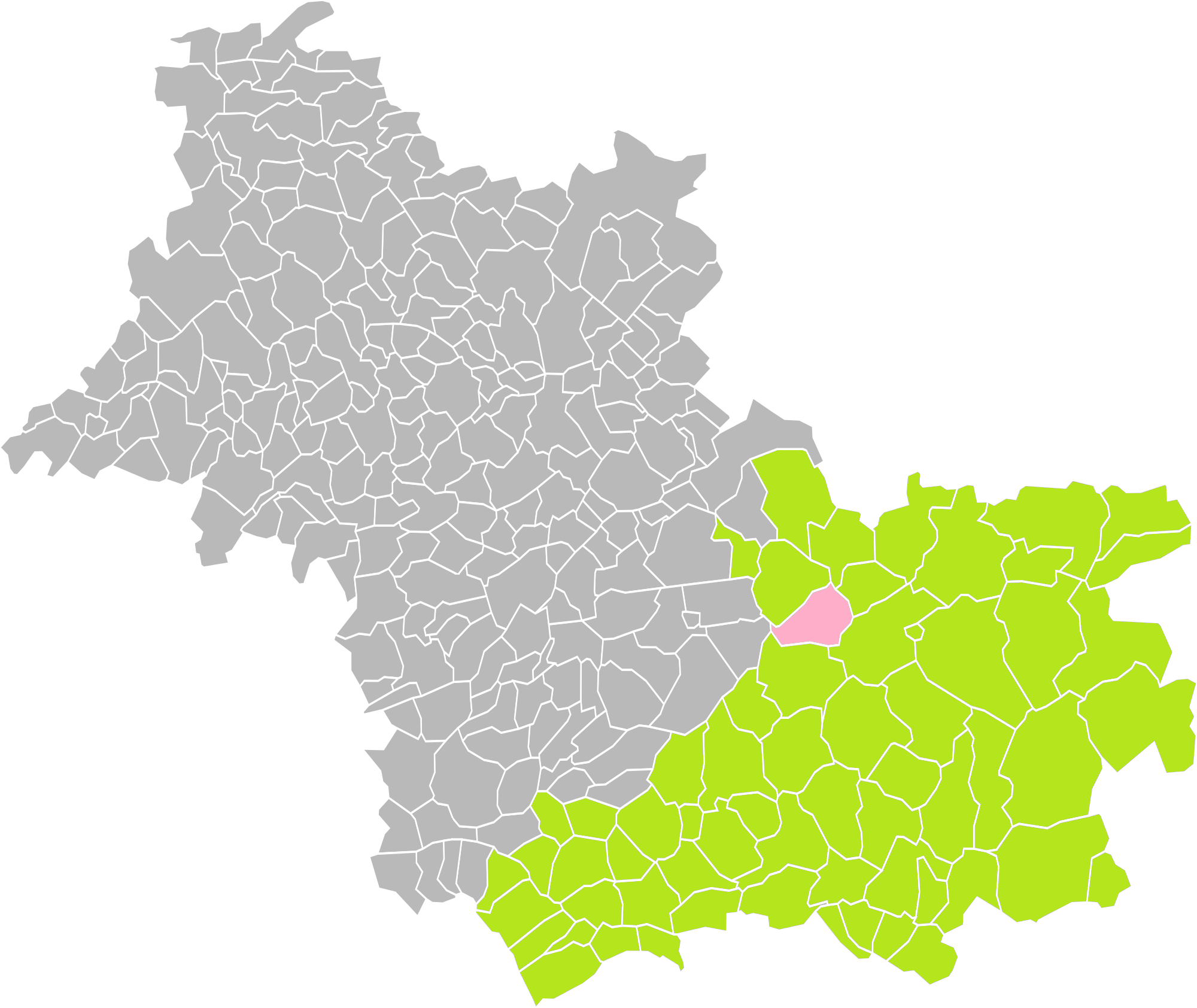
Montrieux-en-Sologne dans l'arrondissement de Romorantin-Lanthenay en 2016.
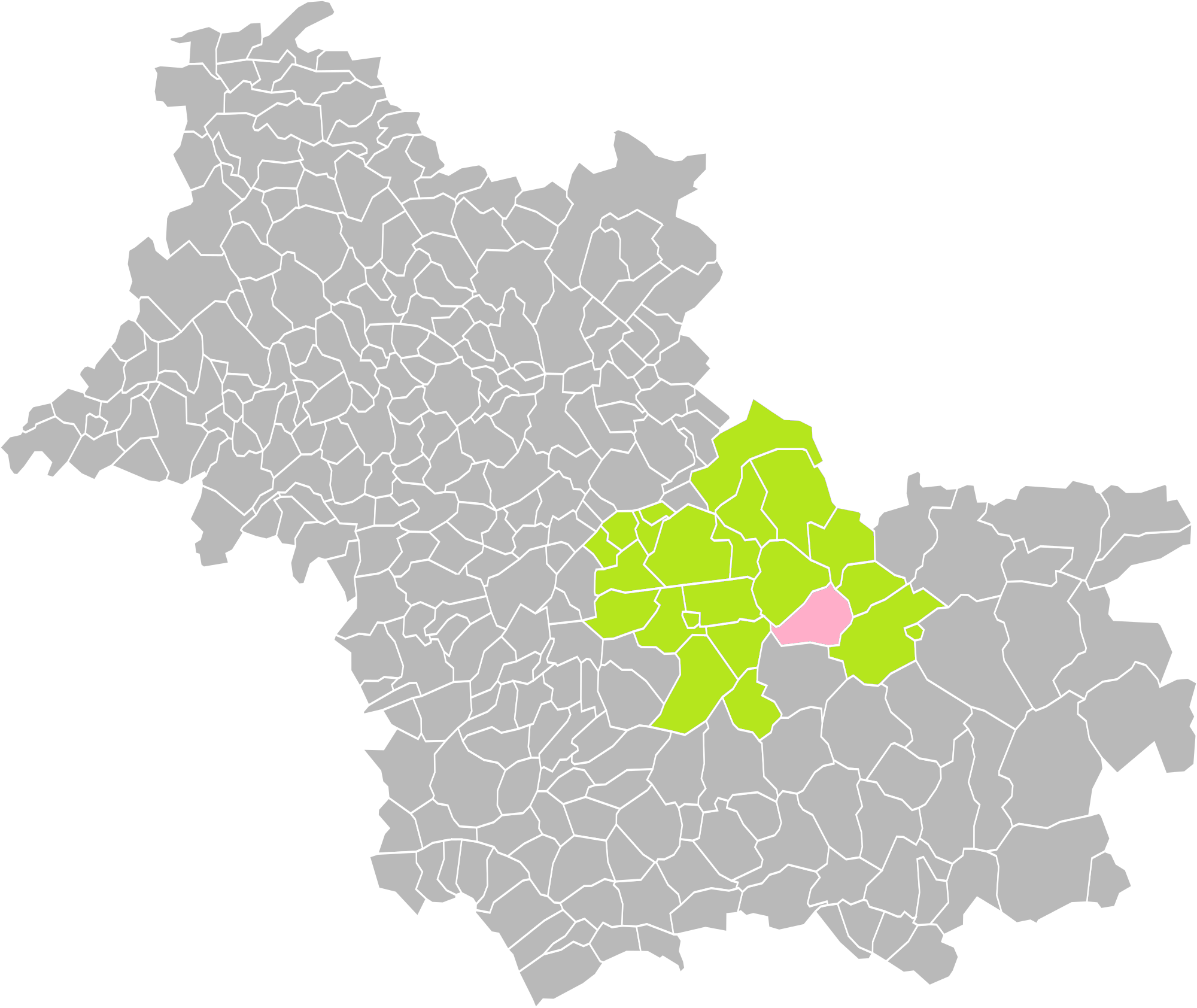
Montrieux-en-Sologne dans le canton de Chambord en 2016.

### Politique et administration municipale

#### Conseil municipal et maire
Le conseil municipal de Montrieux-en-Sologne, commune de moins de 1 000 habitants, est élu au scrutin majoritaire plurinominal avec listes ouvertes et panachage. Compte tenu de la population communale, le nombre de sièges au conseil municipal est de quinze. Le maire, à la fois agent de l'État et exécutif de la commune en tant que collectivité territoriale, est élu par le conseil municipal au scrutin secret lors de la première réunion du conseil suivant les élections municipales, pour un mandat de six ans, c'est-à-dire pour la durée du mandat du conseil.
| Période                                  | Période  | Identité        | Étiquette | Qualité                        |
| ---------------------------------------- | -------- | --------------- | --------- | ------------------------------ |
| 1989                                     | 2000     | Claude Beaufils | RPR-UMP   | Conseiller général depuis 1998 |
| Mars 2001                                | En cours | Éric Morand     |           | Artisan                        |
| Les données manquantes sont à compléter. |          |                 |           |                                |

## Équipements et services

### Eau et assainissement
L'organisation de la distribution de l'eau potable, de la collecte et du traitement des eaux usées et pluviales relève des communes. La compétence eau et assainissement des communes est un service public industriel et commercial (SPIC).

#### Alimentation en eau potable
Le service d'eau potable comporte trois grandes étapes : le captage, la potabilisation et la distribution d'une eau potable conforme aux normes de qualité fixées pour protéger la santé humaine. En 2019, la commune assure elle-même le service en régie.

#### Assainissement des eaux usées
En 2019, la commune de Montrieux-en-Sologne gère le service d'assainissement collectif en régie directe, c'est-à-dire avec ses propres personnels, avec le statut de régie à autonomie financière.
Une station de traitement des eaux usées est en service au 1er janvier 2019 sur le territoire communal : 
« Montrieux-En-Sologne », un équipement utilisant la technique du lagunage naturel, avec prétraitement, dont la capacité est de 270, mis en service le 1er septembre 1990.
L'assainissement non collectif (ANC) désigne les installations individuelles de traitement des eaux domestiques qui ne sont pas desservies par un réseau public de collecte des eaux usées et qui doivent en conséquence traiter elles-mêmes leurs eaux usées avant de les rejeter dans le milieu naturel. La communauté de communes de la Sologne des étangs assure pour le compte de la commune le service public d'assainissement non collectif (SPANC), qui a pour mission de vérifier la bonne exécution des travaux de réalisation et de réhabilitation, ainsi que le bon fonctionnement et l'entretien des installations.

### Sécurité, justice et secours
La sécurité de la commune est assurée par la brigade de gendarmerie de Neung-sur-Beuvron qui dépend du groupement de gendarmerie départementale de Loir-et-Cher installé à Blois.
En matière de justice, Montrieux-en-Sologne relève du conseil de prud'hommes de Blois, de la Cour d'appel d'Orléans (juridiction de Blois), de la Cour d'assises de Loir-et-Cher, du tribunal administratif de Blois, du tribunal de commerce de Blois et du tribunal judiciaire de Blois.

## Population et société

### Démographie

#### Évolution démographique
L'évolution du nombre d'habitants est connue à travers les recensements de la population effectués dans la commune depuis 1793. Pour les communes de moins de 10 000 habitants, une enquête de recensement portant sur toute la population est réalisée tous les cinq ans, les populations de référence des années intermédiaires étant quant à elles estimées par interpolation ou extrapolation. Pour la commune, le premier recensement exhaustif entrant dans le cadre du nouveau dispositif a été réalisé en 2008.

En 2022, la commune comptait 636 habitants, en évolution de −3,93 % par rapport à 2016 (Loir-et-Cher : −1,15 %, France hors Mayotte : +2,11 %).
| 1793 | 1800 | 1806 | 1821 | 1831 | 1836 | 1841 | 1846 | 1851 |
| ---- | ---- | ---- | ---- | ---- | ---- | ---- | ---- | ---- |
| 469  | 448  | 658  | 529  | 616  | 672  | 609  | 558  | 575  |

| 1856 | 1861 | 1866 | 1872 | 1876 | 1881 | 1886 | 1891 | 1896 |
| ---- | ---- | ---- | ---- | ---- | ---- | ---- | ---- | ---- |
| 562  | 576  | 596  | 590  | 640  | 795  | 827  | 942  | 930  |

| 1901 | 1906 | 1911 | 1921 | 1926 | 1931 | 1936 | 1946 | 1954 |
| ---- | ---- | ---- | ---- | ---- | ---- | ---- | ---- | ---- |
| 852  | 865  | 882  | 882  | 833  | 841  | 803  | 817  | 748  |

| 1962 | 1968 | 1975 | 1982 | 1990 | 1999 | 2006 | 2008 | 2013 |
| ---- | ---- | ---- | ---- | ---- | ---- | ---- | ---- | ---- |
| 680  | 651  | 550  | 481  | 459  | 524  | 599  | 620  | 667  |

| 2018 | 2022 | - | - | - | - | - | - | - |
| ---- | ---- | - | - | - | - | - | - | - |
| 639  | 636  | - | - | - | - | - | - | - |

#### Pyramide des âges
En 2018, le taux de personnes d'un âge inférieur à 30 ans s'élève à 32,4 %, soit au-dessus de la moyenne départementale (31,3 %). À l'inverse, le taux de personnes d'âge supérieur à 60 ans est de 30,2 % la même année, alors qu'il est de 31,6 % au niveau départemental.
En 2018, la commune comptait 331 hommes pour 308 femmes, soit un taux de 51,8 % d'hommes, largement supérieur au taux départemental (48,55 %).
Les pyramides des âges de la commune et du département s'établissent comme suit :
| Hommes | Classe d’âge | Femmes |
| ------ | ------------ | ------ |
| 1,2    | 90 ou +      | 0,6    |
| 9,4    | 75-89 ans    | 11,4   |
| 20,2   | 60-74 ans    | 17,5   |
| 19,6   | 45-59 ans    | 23,1   |
| 15,1   | 30-44 ans    | 17,2   |
| 16,6   | 15-29 ans    | 14,3   |
| 17,8   | 0-14 ans     | 15,9   |

| Hommes | Classe d’âge | Femmes |
| ------ | ------------ | ------ |
| 1,1    | 90 ou +      | 2,6    |
| 9,2    | 75-89 ans    | 11,9   |
| 19,7   | 60-74 ans    | 20,4   |
| 20,7   | 45-59 ans    | 20     |
| 16,5   | 30-44 ans    | 16,2   |
| 15,2   | 15-29 ans    | 13,2   |
| 17,6   | 0-14 ans     | 15,7   |

## Économie

### Secteurs d'activité
Le tableau ci-dessous détaille le nombre d'entreprises implantées à Montrieux-en-Sologne selon leur secteur d'activité et le nombre de leurs salariés :
|                                                              | total | % com (% dep) | 0 salarié | 1 à 9 salarié(s) | 10 à 19 salariés | 20 à 49 salariés | 50 salariés ou plus |
| ------------------------------------------------------------ | ----- | ------------- | --------- | ---------------- | ---------------- | ---------------- | ------------------- |
| Ensemble                                                     | 63    | 100,0 (100)   | 48        | 15               | 0                | 0                | 0                   |
| Agriculture, sylviculture et pêche                           | 10    | 15,9 (11,8)   | 9         | 1                | 0                | 0                | 0                   |
| Industrie                                                    | 5     | 7,9 (6,5)     | 3         | 2                | 0                | 0                | 0                   |
| Construction                                                 | 8     | 12,7 (10,3)   | 4         | 4                | 0                | 0                | 0                   |
| Commerce, transports, services divers                        | 36    | 57,1 (57,9)   | 30        | 6                | 0                | 0                | 0                   |
| dont commerce et réparation automobile                       | 10    | 15,9 (17,5)   | 4         | 6                | 0                | 0                | 0                   |
| Administration publique, enseignement, santé, action sociale | 4     | 6,3 (13,5)    | 2         | 2                | 0                | 0                | 0                   |
| Champ : ensemble des activités.                              |       |               |           |                  |                  |                  |                     |

Le secteur du commerce, transports et services divers est prépondérant dans la commune (36 entreprises sur 63) néanmoins le secteur agricole reste important puisqu'en proportions (15,9 %), il est plus important qu'au niveau départemental (11,8 %).
Sur les 63 entreprises implantées à Montrieux-en-Sologne en 2016, 48 ne font appel à aucun salarié et 15 comptent 1 à 9 salariés.
Au 1er juillet 2017, la commune est classée en zone de revitalisation rurale (ZRR), un dispositif visant à aider le développement des territoires ruraux principalement à travers des mesures fiscales et sociales. Des mesures spécifiques en faveur du développement économique s'y appliquent également.
Il s'agit d'une commune rurale. C'est le premier producteur de framboises du Loir-et-Cher.

### Agriculture
En 2010, l'orientation technico-économique de l'agriculture dans la commune est la polyculture et le polyélevage. Le département a perdu près d'un quart de ses exploitations en 10 ans, entre 2000 et 2010 (c'est le département de la région Centre-Val de Loire qui en compte le moins). Cette tendance se retrouve également au niveau de la commune où le nombre d'exploitations est passé de 50 en 1988 à 24 en 2000 puis à 17 en 2010. Parallèlement, la taille de ces exploitations augmente, passant de 29 ha en 1988 à 45 ha en 2010. 
Le tableau ci-dessous présente les principales caractéristiques des exploitations agricoles de Montrieux-en-Sologne, observées sur une période de 22 ans : 
|                                      | 1988                 | 2000                 | 2010                 |
| Dimension économique                 | Dimension économique | Dimension économique | Dimension économique |
| ------------------------------------ | -------------------- | -------------------- | -------------------- |
| Nombre d'exploitations (u)           | 50                   | 24                   | 17                   |
| Travail (UTA)                        | 74                   | 34                   | 23                   |
| Surface agricole utilisée (ha)       | 1 425                | 691                  | 764                  |
| Cultures                             |                      |                      |                      |
| Terres labourables (ha)              | 1 099                | 613                  | 637                  |
| Céréales (ha)                        | 604                  | 329                  | 488                  |
| dont blé tendre (ha)                 | 98                   | 41                   | 58                   |
| dont maïs-grain et maïs-semence (ha) | 269                  | 67                   | 150                  |
| Tournesol (ha)                       | 80                   | 35                   |                      |
| Colza et navette (ha)                | 26                   |                      |                      |
| Élevage                              |                      |                      |                      |
| Cheptel (UGBTA)                      | 827                  | 289                  | 383                  |

#### Produits labellisés
Le territoire de la commune est intégré aux aires de productions de divers produits bénéficiant d'une indication géographique protégée (IGP) : le vin Val-de-Loire et les volailles de l’Orléanais,.

## Culture et patrimoine

### Personnalités liées à la commune
- L'industriel, pilote et aviateur Émile Dubonnet (1883-1950) a acquis en 1923 le domaine de Courbanton situé dans la commune[88].
- Édouard Payen (1869-1960). Né le 20 août 1869 à Montrieux, mort le 11 mars 1960 à Paris 15e, il est rédacteur au Journal des Débats et secrétaire général de L'Économiste français. Député du Loir-et-Cher de 1920 à 1924, il est maire de Montrieux dès 1909 en succédant à son père décédé. Restera maire jusqu'en 1945 puis conseilleur municipal jusqu'à sa mort en mars 1960. Il est élu le 21 janvier 1939 à l'Institut, section économie politique en remplacement du Doyen Allix 1874-1938, décédé.